# Składy drużyn olimpijskich w piłce siatkowej kobiet 1988
Artykuł grupuje składy wszystkich reprezentacji narodowych w piłce siatkowej, które wystąpiły w turnieju siatkówki kobiet na Letnich Igrzyskach Olimpijskich w 1988 roku w Seulu.

## Składy drużyn
| Numer | Imię i nazwisko     |
| ----- | ------------------- |
| 1     | Kerly Santos        |
| 2     | Ana Beatriz Moser   |
| 4     | Vera Leme Mossa     |
| 5     | Eliani Costa        |
| 6     | Ana Maria Richa     |
| 7     | Maria Trade         |
| 8     | Ana Claudia Ramos   |
| 9     | Marcia Cunha        |
| 11    | Ana Camargo Barros  |
| 12    | Sandra Suruagy      |
| 14    | Fernanda Vernturini |
| 15    | Simone Storm        |

| Numer | Imię i nazwisko         |
| ----- | ----------------------- |
| 1     | Walentyna Ogijenko      |
| 3     | Jelena Wołkowa          |
| 4     | Marina Kumysz           |
| 5     | Irina Smirnowa-Ilczenko |
| 6     | Tatjana Sidorenko       |
| 7     | Irina Parchomczuk       |
| 8     | Tatjana Krajnowa        |
| 9     | Olha Szkurnowa          |
| 10    | Marina Nikulina         |
| 11    | Jelena Owczinnikowa     |
| 12    | Olga Kriwoszejewa       |
| 13    | Swietłana Korytowa      |

| Numer | Imię i nazwisko          |
| ----- | ------------------------ |
| 1     | Katherine Horny          |
| 2     | Cenaida Uribe            |
| 3     | Rosa Garcia              |
| 4     | Miriam Gallardo          |
| 5     | Gabriela Perez           |
| 6     | Isabel Heredia           |
| 7     | Cecilia Tait             |
| 8     | Luisa Cervera            |
| 9     | Denise Fajardo           |
| 10    | Alejandra de la Guerrera |
| 11    | Gina Torrealva           |
| 12    | Natalia Malaga           |

| Numer | Imię i nazwisko |
| ----- | --------------- |
| 1     | Park Mi-hui     |
| 2     | Kim Gyeong-hui  |
| 3     | Kim Gwi-sun     |
| 4     | Lim Hye-suk     |
| 5     | Yu Yeong-mi     |
| 6     | Nam Sun-ok      |
| 7     | Yun Jeong-hye   |
| 8     | Park Bog-ye     |
| 9     | Kim Yun-hye     |
| 10    | Sun Mi-sook     |
| 11    | Mun Seon-hui    |
| 12    | Ji Gyeong-hui   |

| Numer | Imię i nazwisko     |
| ----- | ------------------- |
| 1     | Melissa McLinden    |
| 2     | Angela Rock         |
| 3     | Elizabeth Masakayan |
| 4     | Kimberley Oden      |
| 6     | Kimberley Ruddins   |
| 7     | Caren Kemner        |
| 8     | Tammy Webb-Liley    |
| 9     | Deitre Collins      |
| 10    | Laurel Kessel       |
| 12    | Prikeba Phipps      |
| 14    | Liane Sato          |
| 15    | Jayne McHugh        |

| Numer | Imię i nazwisko     |
| ----- | ------------------- |
| 1     | Yumi Egami-Maruyama |
| 2     | Kayoko Sugiyama     |
| 3     | Reiko Takizawa      |
| 4     | Miyako Yamashita    |
| 5     | Akemi Sugiyama      |
| 6     | Ichiko Sato         |
| 7     | Norie Hiro          |
| 8     | Kumi Nakada         |
| 9     | Yukari Kawase       |
| 10    | Motoko Obayashi     |
| 11    | Yukiko Takahashi    |
| 12    | Sachiko Fujita      |

| Numer | Imię i nazwisko |
| ----- | --------------- |
| 1     | Li Goujun       |
| 2     | Zhao Hong       |
| 4     | Hou Yuzhu       |
| 5     | Wang Yajun      |
| 6     | Yang Xilan      |
| 7     | Su Huijuan      |
| 8     | Jiang Ying      |
| 9     | Cui Yongmei     |
| 10    | Yang Xiaojun    |
| 11    | Zheng Meizhu    |
| 12    | Wu Dan          |
| 15    | Li Yueming      |

| Numer | Imię i nazwisko      |
| ----- | -------------------- |
| 1     | Steffi Schmidt       |
| 2     | Susanne Lahme        |
| 3     | Monika Beu           |
| 4     | Ariane Radfan        |
| 5     | Kathrin Langschwager |
| 6     | Maike Arlt           |
| 7     | Brit Wiedemann       |
| 8     | Ute Steppin          |
| 9     | Grit Jensen-Naumann  |
| 10    | Dörte Stüdemann      |
| 11    | Heike Jensen         |
| 12    | Ute Langenau         |